# Tiffany Haddish
Tiffanay Sarac Haddish (Los Angeles, 3 december 1979) is een Amerikaans actrice en comédienne.

## Biografie
Tiffany Haddish werd geboren en groeide op in Los Angeles, Californië. Haar vader, Tsihaye Reda Haddish, was een vluchteling uit Eritrea, afkomstig van Eritrees-Joodse familie. Haar moeder was een Afro-Amerikaanse zaakvoerster en een Jehova's getuige. Haddish’ vader verliet de familie toen ze drie was en haar moeder hertrouwde en ze kreeg nog twee halfzussen en twee halfbroers. In 1988 liep haar moeder hersenbeschadiging op bij een auto-ongeval nadat haar stiefvader met de remmen van de auto geknoeid had. Haddish werd daardoor op negenjarige leeftijd verantwoordelijk voor haar jongere broers en zussen, maar zij en de andere kinderen kwamen uiteindelijk drie jaar later in een pleeggezinnen terecht. Toen Haddish 15 jaar oud was werden de kinderen terug herenigd en verder opgevoed door hun grootmoeder.
Haddish ging naar de George Ellery Hale Middle School in Woodland Hills en studeerde af aan de El Camino Real High School, eveneens in Woodland Hills. Ze veroorzaakte regelmatig problemen in school en kon ook niet goed lezen. Na alweer een probleem kreeg ze in 1997 van de sociaal werker de keuze tussen in therapie gaan of een Laugh Factory-zomerkamp volgen. Door het laatste te kiezen, ontdekte ze haar passie voor komedie.
Haddish’ eerste succes was in 2006 een optreden in de komediecompetitie Bill Bellamy's Who's Got Jokes? Ze kreeg zo de volgende jaren een aantal gastrollen te pakken in verschillende televisieseries en kleine rolletjes in speelfilms. In 2013 had ze een wederkerende rol in de tv-serie Real Husbands of Hollywood, gevolgd door vaste rollen in If Loving You Is Wrong (2014-2015) en  The Carmichael Show (2015-2017). In 2016 had ze een hoofdrol naast Jordan Peele in de filmkomedie Keanu en in 2017 had ze haar grote doorbraak in de filmkomedie Girls Trip waarvoor ze verschillende prijzen en nominaties behaalde.

### Privéleven
Haddish huwde en scheidde tweemaal van William Stewart, die haar hielp om haar vader terug te vinden.

## Filmografie

### Film
- 2005: The Urban Demographic - Janice Green
- 2008: Meet the Spartans - Urban Girl
- 2009: Janky Promoters - Michelle
- 2010: Wax On, F*ck Off (korte film)
- 2011: Driving by Braille - Drum Major
- 2012: What My Husband Doesn't Know - Falana
- 2013: A Christmas Wedding - Aurora
- 2014: 4Play - Comedienne
- 2014: Patterns of Attraction - Sandra Lewis
- 2014: Wishes - Jeannie
- 2014: School Dance - Trina
- 2015: All Between Us - Mishawn
- 2016: Keanu - Trina "Hi-C" Parker
- 2017: Boosters - Debra
- 2017: Mad Families - Keko
- 2017: Girls Trip - Dina
- 2018: Nobody's Fool - Tanya
- 2019: The Lego Movie 2: The Second Part - Queen Watevra Wa'Nabi (stem)
- 2019: The Angry Birds Movie 2 - Debby (Stem)
- 2019: The Kitchen - Ruby O'Carroll
- 2020: Like a Boss
- 2021: The Card Counter
- 2023: Haunted Mansion - Harriet
- 2024: Bad Boys: Ride or Die - Tabitha

### Televisie
Exclusief eenmalige gastrollen
- 2008: The McCaingels
- 2008: Racing for Time (tv-film)
- 2008: Da Network (tv-film)
- 2011-2012: Chelsea Lately (4 afleveringen)
- 2013-2014: Real Husbands of Hollywood (7 afleveringen)
- 2014: Funniest Wins (5 afleveringen)
- 2014: TripTank (3 afleveringen, stem)
- 2014-2015: If Loving You Is Wrong (14 afleveringen)
- 2015: Stunted (tv-film)
- 2015: Faux Show (tv-film)
- 2015-2017: The Carmichael Show (25 afleveringen)
- 2016: @midnight (2 afleveringen)
- 2016-2017: Legends of Chamberlain Heights (18 afleveringen, stem)
- 2017: The High Court with Doug Benson (3 afleveringen)
- 2017: Animal Nation with Anthony Anderson (7 afleveringen, stem)
- 2018: The Last O.G.

## Prijzen en nominaties
De belangrijkste:
| Jaar | Prijs                              | Categorie                           | Film       | Uitslag     |
| ---- | ---------------------------------- | ----------------------------------- | ---------- | ----------- |
| 2017 | American Black Film Festival       | Rising Star Award                   | Girls Trip | Gewonnen    |
| 2018 | Critics' Choice Award              | Beste vrouwelijke bijrol            | Girls Trip | Genomineerd |
| 2018 | Critics' Choice Award              | Beste actrice in een komedie        | Girls Trip | Genomineerd |
| 2018 | New York Film Critics Circle Award | Beste vrouwelijke bijrol            | Girls Trip | Gewonnen    |
| 2021 | Grammy Award                       | Best Comedy Album ("Black Mitzvah") | n.v.t.     | Gewonnen    |

## Publicatie
- 2017: The Last Black Unicorn (ISBN 9781501181825)